# Hermann Molter
Hermann Molter (* 14. Februar 1914 in Gießen; † 22. Oktober 1978) war ein deutscher Ingenieur, Unternehmer und Politiker (LDP, FDP).

## Leben
Nach dem Abitur in Darmstadt studierte Molter zunächst Maschinenbau an der Technischen Hochschule Darmstadt.
Als Fliegerhauptingenieur war Molter ab 11. Oktober 1939 „Referent für die Entwicklung von Fertigungsmaschinen“ im Reichsluftfahrtministerium, damit zugleich beim „Generalluftzeugmeister“.
Nach seiner Entlassung aus französischer Kriegsgefangenschaft nahm Molter ein Studium der Volkswirtschaft auf, welches er mit der Prüfung zum Diplom-Ingenieur beendete. Er arbeitete als Angestellter in der Industrie und wurde später Geschäftsführer einer Import- und Exportgesellschaft. Schließlich war er als selbständiger Kaufmann Inhaber einer Import- und Vertretungsfirma für Werkzeugmaschinen.
Hermann Molter beantragte am  16. Juli 1937 die Aufnahme in die NSDAP und wurde rückwirkend zum 1. Mai desselben Jahres aufgenommen (Mitgliedsnummer 5.693.966). Zudem war er SA-Mitglied.
Molter war seit 1946 Mitglied der Liberal-Demokratischen Partei (LDP), aus der später der hessische Landesverband der FDP hervorging. Von 1948 bis 1952 war er Ratsmitglied der Gemeinde Reinheim. Dem hessischen Landtag gehörte er vom 14. Oktober 1951, als er für den ausgeschiedenen Abgeordneten Karl Theodor Bleek nachrückte, bis 1954 sowie erneut von 1962 bis 1974 an. Von 1970 bis 1974 war er stellvertretender Vorsitzender der FDP-Landtagsfraktion. 1973/74 amtierte er als Vizepräsident des Landtags.
1974 erhielt er die Freiherr-vom-Stein-Plakette der Stadt Darmstadt.